# Bø
 Ikke at forveksle med Bø i Nordland.
Bø er en tidligere selvstændig kommune, nu en del af  Midt-Telemark kommune i Vestfold og Telemark fylke i Norge. Den har et areal på 266 km² og en
befolkning på 5.307 indbyggere (2006). Den grænser i nord til Notodden, i øst til den tidligere kommune Sauherad, i syd til Nome, og i vest til Kviteseid og Seljord. Højeste punkt er Øysteinnatten (1173 moh.) Hovedbyen hedder Bø.
Bø  og  Sauherad kommuner blev 1. januar 2020 lagt sammen til en ny kommune med navnet Midt-Telemark.
Kommunens erhvervsgrundlag er hovedsagelig jord- og skovbrug, samt Høgskolen i Telemark og turisme. Turistattraktioner er bl.a. Sommarland og Lifjell. I august hvert år arrangeres «Telemarksfestivalen» med hovedfokus på folkemusik.
Bø er også kendt for sine rige kulturtraditioner inden for folkemusik, sølvsmedekunst og violinbygning.
Den norsk-danske krigshelt general Olaf Rye, som faldt i Slaget ved Fredericia i 1849, var født i Bø den 16. november 1791.